# كريبل كريك (كولورادو)
كريبل كريك (بالإنجليزية: Cripple Creek, Colorado)‏ هي مدينة تقع في مقاطعة تيلير بولاية كولورادو في الولايات المتحدة. تبلغ مساحتها 2.9 (كم²)، وترتفع عن سطح البحر 2894 م، بلغ عدد سكانها 1189 نسمة في عام 2010 حسب إحصاء مكتب تعداد الولايات المتحدة وتصل الكثافة السكانية فيها 384.5 نسمة/كم2.

## أعلام
- بيل باتلر
- دايفيد بويد
- بين كونينغهام
- داريل روبرتسون

## وصلات خارجية
- City of Cripple Creek